# Bomba dymna
Bomba dymna – bomba lotnicza napełniona masą dymotwórczą w wydzielającą dymy o działaniu obojętnym lub drażniącym (łzawiącym).
Bomb dymnych używa się do maskowania ważnych obiektów, osłony manewru wojsk własnych oraz oślepienia lub zdezorientowania wojsk przeciwnika.
Bomby dymne składają się z: utleniacza (saletra potasowa, KNO3), paliwa (cukier, C12H22O11), moderatora (soda oczyszczona, NaHCO3) i barwnika w proszku (chloran potasu, KClO3). Mieszanka spala się w przypadku braku tlenu, barwnik wyparowuje i opuszcza bombę lotnicza, tworząc kolorowy dym.